# Mormyrinae
La subfamilia Mormyrinae contiene casi todos los géneros de la familia de peces africanos de agua dulce Mormyridae —salvo aquella perteneciente a la subfamilia Petrocephalinae—, constituyéndose en una de las mayores subfamilias en el orden de Osteoglossiformes, con aproximadamente 170 especies distribuidas en 19 géneros.
Comúnmente son llamados peces elefante debido a la larga protuberancia flexible en la mandíbula inferior, y que es utilizada para detectar invertebrados enterrados. Dicha extensión mandibular aparenta la forma de un colmillo o un cofre —similares al Marcusenius senegalensis gracilis, que a veces es llamado pez cofre, aunque este término se asocia generalmente con un grupo de peces no relacionado—. Esta subfamilia también es llamada peces tapir.

## Distribución
Respecto a la distribución geográfica de los géneros presentes en esta subfamilia, se puede indicar que al menos 14 se encuentran presentes en el Bajo Guinea; las restantes, pueden ser encontradas en el Congo (Genomyrus), Angola (Heteromormyrus), Nilo-Sudán —Hyperopisus y Cyphomyrus— y Sudáfrica (Cyphomyrus).

## Clasificación
Respecto a su clasificación -basada en rasgos osteológicos-, se puede indicar que han sido confirmados por métodos filogénicos moleculares 19 géneros, a saber:
- Género Boulengeromyrus Taverne & Géry, 1968
  - Boulengeromyrus knoepffleri Taverne & Géry, 1968
- Género Brevimyrus Taverne, 1971
  - Brevimyrus niger (Günther, 1866)
- Género Brienomyrus Taverne, 1971Brienomyrus longianalis

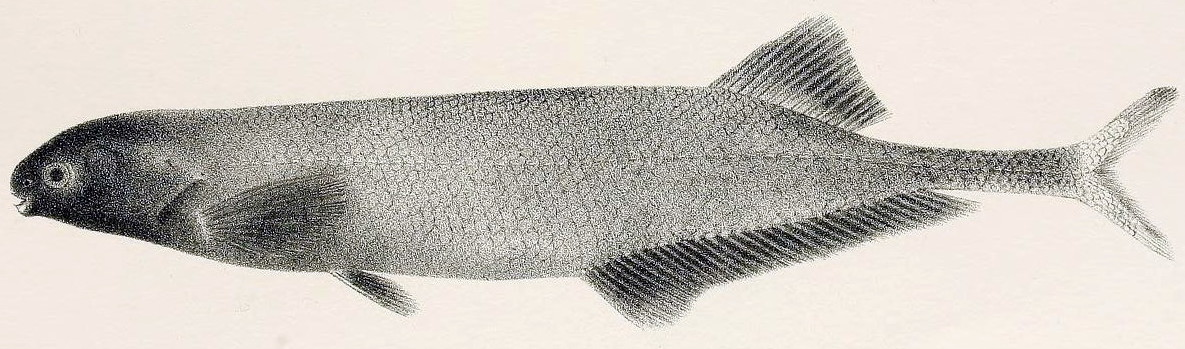
Brienomyrus longianalis

  - Brienomyrus adustus (Fowler, 1936)
  - Brienomyrus brachyistius (Gill, 1862)
  - Brienomyrus curvifrons Taverne, Thys van den Audenaerde, Heymer & Géry, 1977
  - Brienomyrus hopkinsi Taverne & Thys van den Audenaerde, 1985
  - Brienomyrys kingsleyae (Günther, 1896)
  - Brienomyrus longianalis (Boulenger, 1901)
  - Brienomyrus longicaudatus Taverne, Thys van den Audenaerde, Heymer & Géry, 1977
  - Brienomyrus sphekodes (Sauvage, 1879)
  - Brienomyrus tavernei Poll, 1972
- Género Campylomormyrus Bleeker, 1874Campylomormyrus elephas

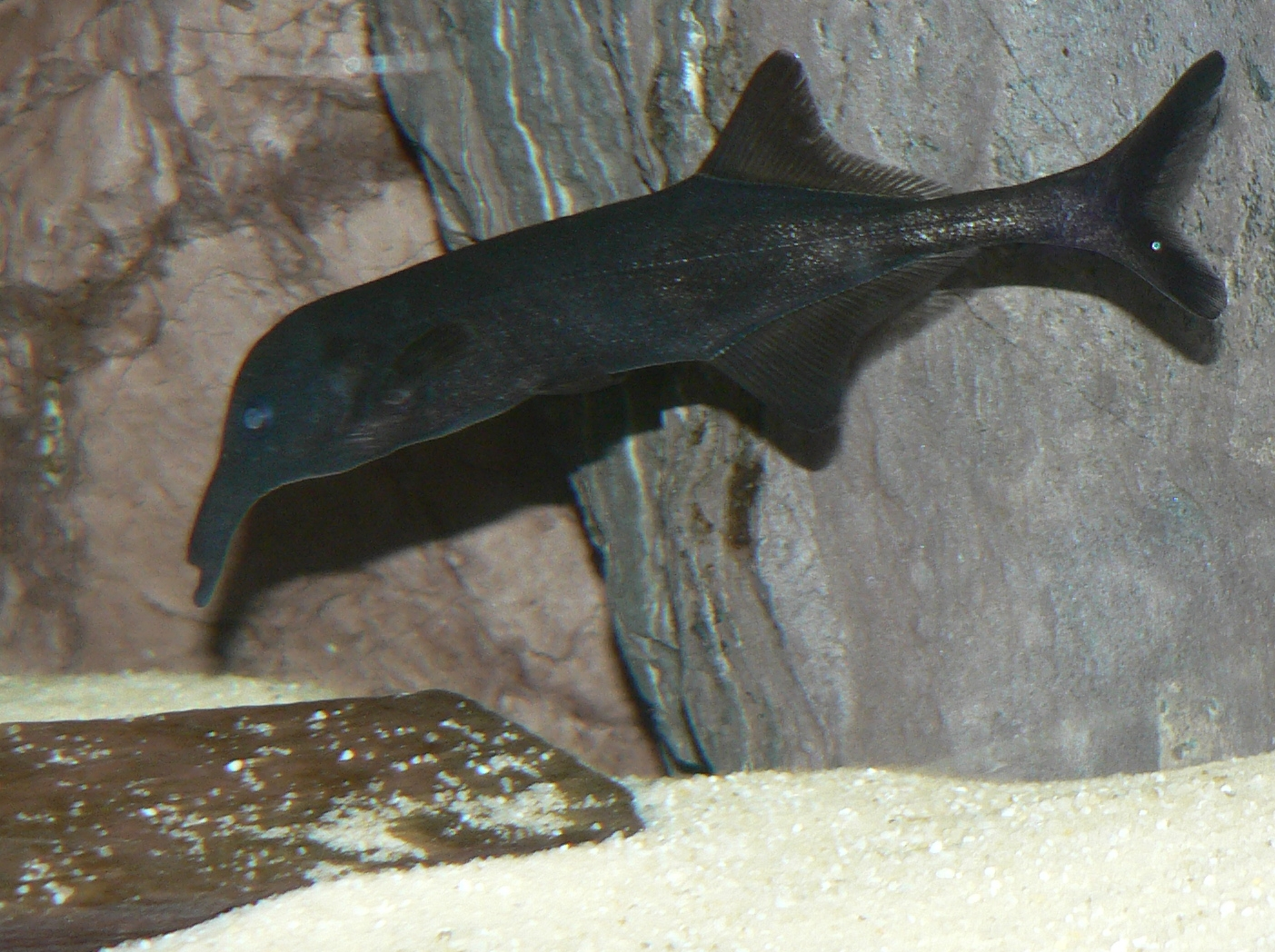
Campylomormyrus elephas

  - Campylomormyrus alces (Boulenger, 1920)
  - Campylomormyrus bredoi (Poll, 1945)
  - Campylomormyrus cassaicus (Poll, 1967)
  - Campylomormyrus christyi (Boulenger, 1920)
  - Campylomormyrus curvirostris (Boulenger, 1898)
  - Campylomormyrus elephas (Boulenger, 1898)
  - Campylomormyrus luapulaensis (David & Poll, 1937)
  - Campylomormyrus mirus (Boulenger, 1898)
  - Campylomormyrus numenius (Boulenger, 1898)Campylomormyrus numenius

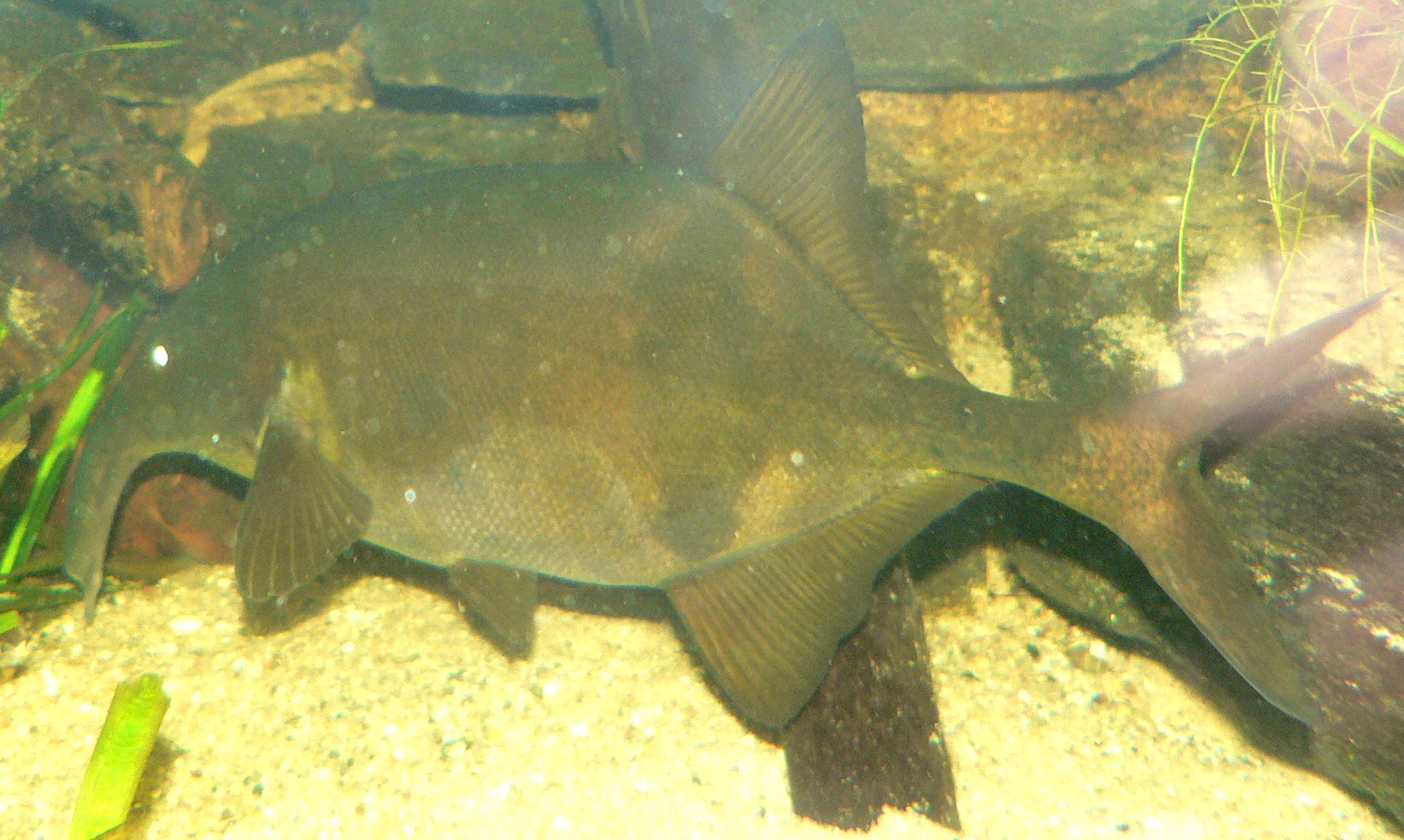
Campylomormyrus numenius

  - Campylomormyrus orycteropus Poll, Gosse & Orts, 1982
  - Campylomormyrus phantasticus (Pellegrin, 1927)
  - Campylomormyrus rhynchophorus (Boulenger, 1898)
  - Campylomormyrus tamandua (Günther, 1864)
  - Campylomormyrus tshokwe (Poll, 1967)
- Género Cyphomyrus Myers, 1960
  - Cyphomyrus discorhynchus (Peters, 1852)
- Género Genyomyrus Boulenger, 1898
  - Genyomyrus donnyi Boulenger, 1898
- Género Gnathonemus Gill, 1863
  - Gnathonemus barbatus Poll, 1967
  - Gnathonemus echidnorhynchus Pellegrin, 1924
  - Gnathonemus longibarbis (Hilgendorf, 1888)
  - Gnathonemus petersii (Günther, 1862)
- Género Heteromormyrus Steindachner, 1866
  - Heteromormyrus pauciradiatus (Steindachner, 1866)
- Género Hippopotamyrus Pappenheim, 1906
  - Hippopotamyrus aelsbroecki (Poll, 1945)
  - Hippopotamyrus ansorgii (Boulenger, 1905)
  - Hippopotamyrus batesii (Boulenger, 1906)
  - Hippopotamyrus castor Pappenheim, 1906
  - Hippopotamyrus grahami (Norman, 1928)
  - Hippopotamyrus harringtoni (Boulenger, 1905)
  - Hippopotamyrus macrops (Boulenger, 1909)
  - Hippopotamyrus macroterops (Boulenger, 1920)
  - Hippopotamyrus pappenheimi (Boulenger, 1910)
  - Hippopotamyrus paugyi Lévêque & Bigorne, 1985
  - Hippopotamyrus pictus (Marcusen, 1864)
  - Hippopotamyrus psittacus (Boulenger, 1897)
  - Hippopotamyrus retrodorsalis (Nichols & Griscom, 1917)
  - Hippopotamyrus szaboi Kramer, van der Bank & Wink, 2004
  - Hippopotamyrus weeksii (Boulenger, 1902)
  - Hippopotamyrus wilverthi (Boulenger, 1898)
- Género Hyperopisus Gill, 1862
  - Hyperopisus bebe (Lacepède, 1803)Hyperopisus bebe
- Género Isichthys Gill, 1863

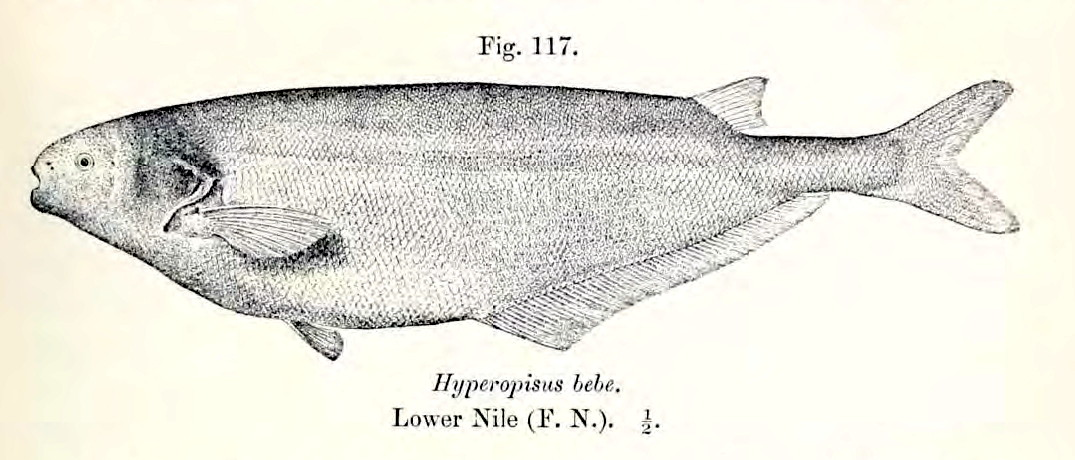
Hyperopisus bebe

  - Isichthys henryi Gill, 1863Isichthys henryi

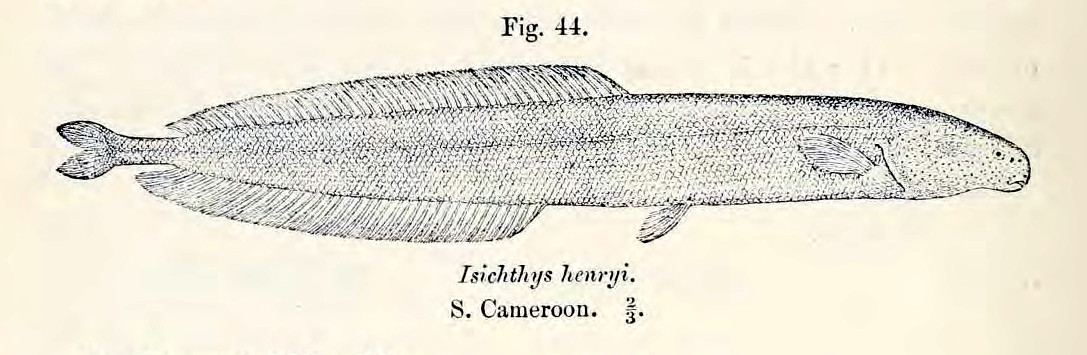
Isichthys henryi

- Género Ivindomyrus Taverne and Géry, 1975
  - Ivindomyrus opdenboschi Taverne & Géry, 1975
- Género Marcusenius Gill, 1862
  - Marcusenius abadii (Boulenger, 1901)
  - Marcusenius altisambesi Kramer, Skelton, van der Bank & Wink, 2007
  - Marcusenius annamariae (Parenzan, 1939)
  - Marcusenius bentleyi (Boulenger, 1897)
  - Marcusenius brucii (Boulenger, 1910)
  - Marcusenius cuangoanus (Poll, 1967)
  - Marcusenius cyprinoides (Linnaeus, 1758)
  - Marcusenius deboensis (Daget, 1954)
  - Marcusenius devosi Kramer, Skelton, van der Bank & Wink, 2007
  - Marcusenius dundoensis (Poll, 1967)
  - Marcusenius friteli (Pellegrin, 1904)
  - Marcusenius furcidens (Pellegrin, 1920)
  - Marcusenius fuscus (Pellegrin, 1901)
  - Marcusenius ghesquierei (Poll, 1945)
  - Marcusenius greshoffii (Schilthuis, 1891)
  - Marcusenius intermedius Pellegrin, 1924
  - Marcusenius kutuensis (Boulenger, 1899)
  - Marcusenius leopoldianus (Boulenger, 1899)
  - Marcusenius livingstonii (Boulenger, 1899)
  - Marcusenius macrolepidotus (Peters, 1852)
  - Marcusenius macrophthalmus (Pellegrin, 1924)
  - Marcusenius mento (Boulenger, 1890)
  - Marcusenius meronai Bigorne & Paugy, 1990
  - Marcusenius monteiri (Günther, 1873)
  - Marcusenius moorii (Günther, 1867)Marcusenius moorii

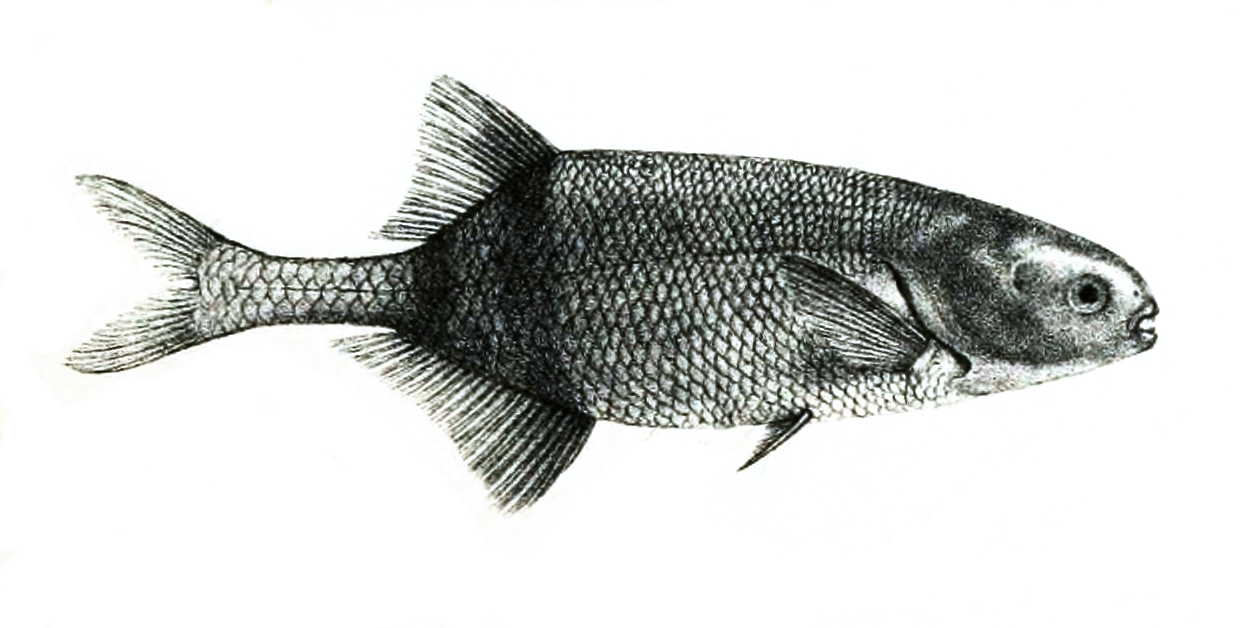
Marcusenius moorii

  - Marcusenius ntemensis (Pellegrin, 1927)
  - Marcusenius nyasensis (Worthington, 1933)
  - Marcusenius rheni (Fowler, 1936)
  - Marcusenius sanagaensis Boden, Teugels & Hopkins, 1997
  - Marcusenius schilthuisiae (Boulenger, 1899)
  - Marcusenius senegalensis (Steindachner, 1870)
  - Marcusenius stanleyanus (Boulenger, 1897)
  - Marcusenius thomasi (Boulenger, 1916)
  - Marcusenius ussheri (Günther, 1867)
  - Marcusenius victoriae (Worthington, 1929)
- Género Mormyrops Müller, 1843
  - Mormyrops anguilloides (Linnaeus, 1758)Mormyrops anguilloides

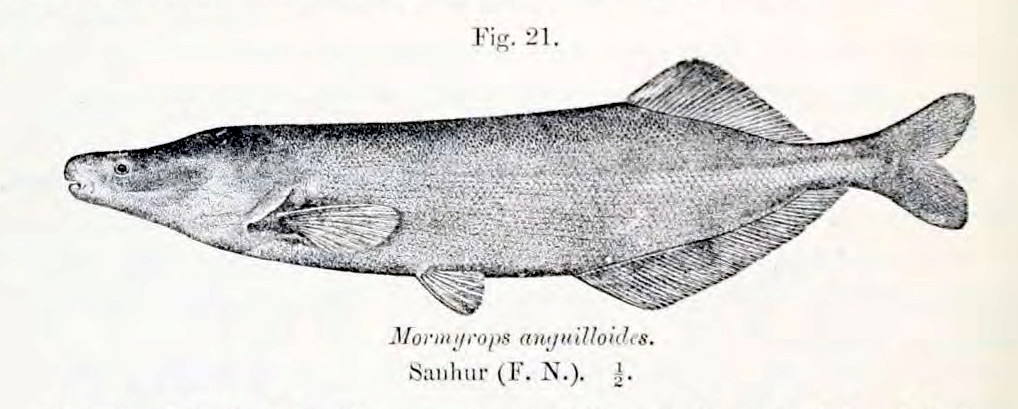
Mormyrops anguilloides

  - Mormyrops attenuatus Boulenger, 1898Mormyrops attenuatus

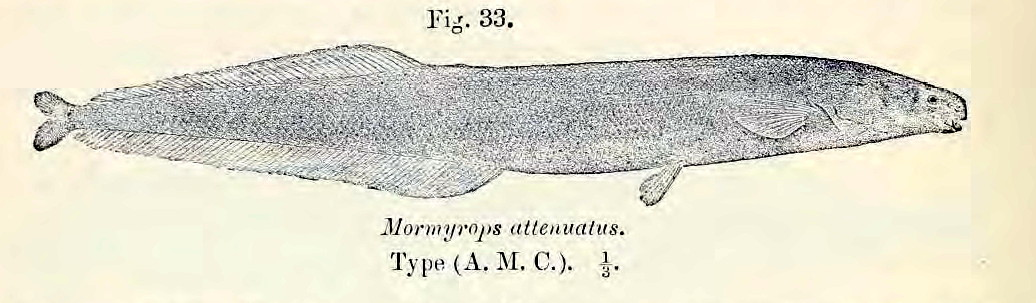
Mormyrops attenuatus

  - Mormyrops batesianus Boulenger, 1909
  - Mormyrops breviceps Steindachner, 1894
  - Mormyrops caballus Pellegrin, 1927
  - Mormyrops citernii Vinciguerra, 1912
  - Mormyrops curtus Boulenger, 1899Mormyrops curtus
  - Mormyrops curviceps Roman, 1966

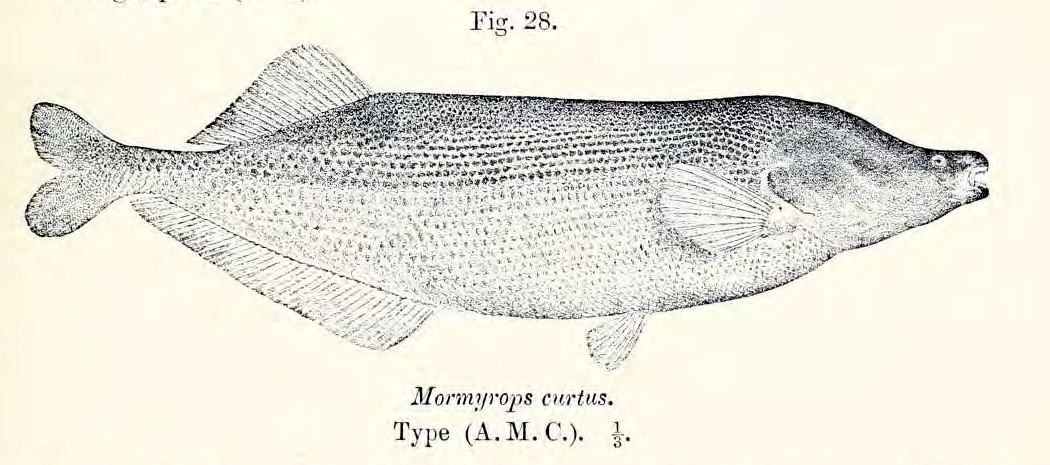
Mormyrops curtus

  - Mormyrops engystoma Boulenger, 1898Mormyrops engystoma

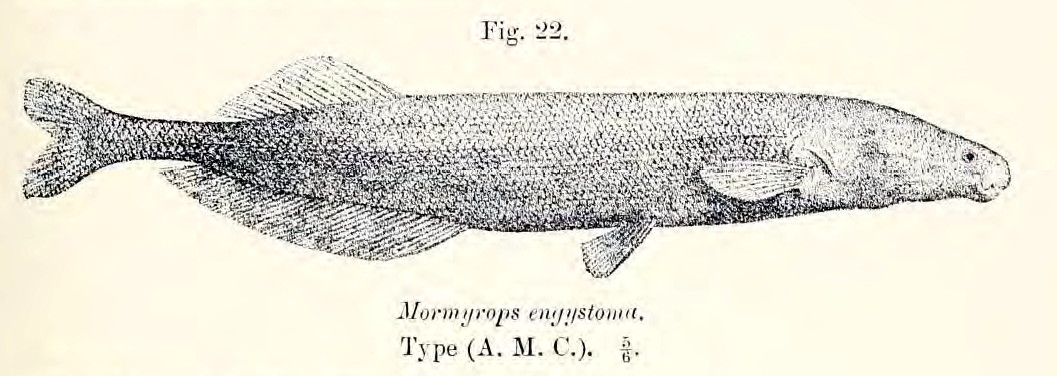
Mormyrops engystoma

  - Mormyrops furcidens Pellegrin, 1900
  - Mormyrops intermedius Vinciguerra, 1928
  - Mormyrops lineolatus Boulenger, 1898
  - Mormyrops mariae (Schilthuis, 1891)
  - Mormyrops masuianus Boulenger, 1898
  - Mormyrops microstoma Boulenger, 1898Mormyrops microstoma

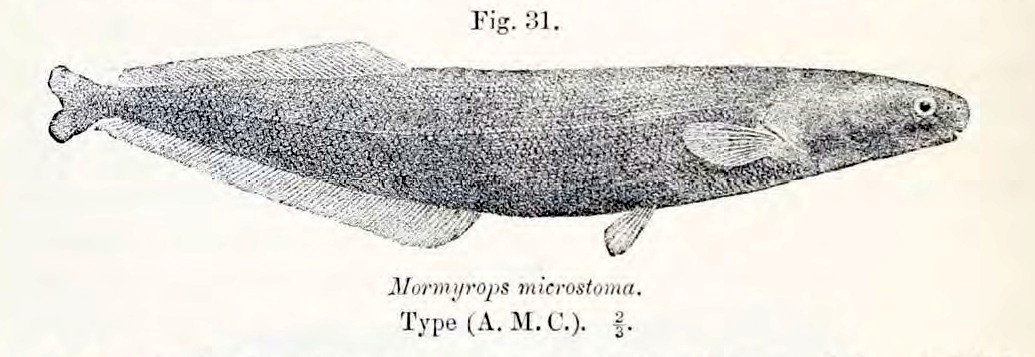
Mormyrops microstoma

  - Mormyrops nigricans Boulenger, 1899
  - Mormyrops oudoti Daget, 1954
  - Mormyrops parvus Boulenger, 1899Mormyrops parvus.jpg

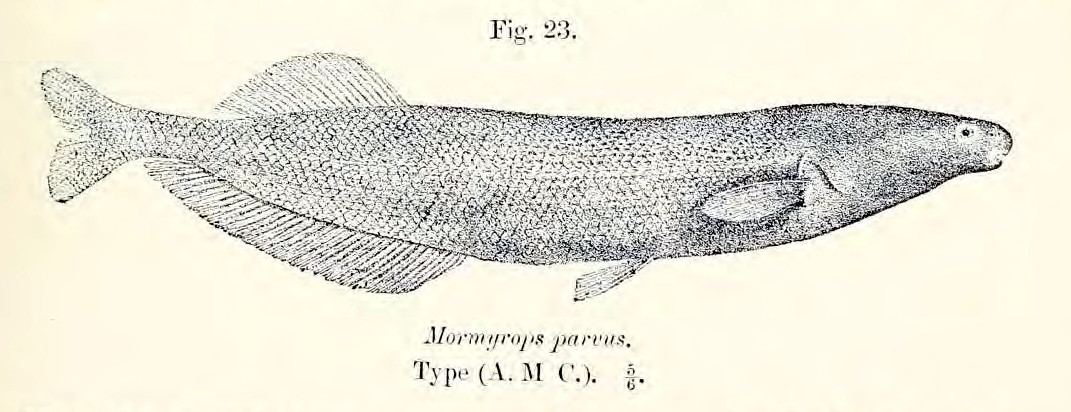
Mormyrops parvus.jpg

  - Mormyrops sirenoides Boulenger, 1898
- Género Mormyrus Linnaeus, 1758
  - Mormyrus bernhardi Pellegrin, 1926
  - Mormyrus caballus Boulenger, 1898
  - Mormyrus casalis Vinciguerra, 1922
  - Mormyrus caschive Linnaeus, 1758
  - Mormyrus cyaneus Roberts & Stewart, 1976
  - Mormyrus felixi Pellegrin, 1939
  - Mormyrus goheeni Fowler, 1919
  - Mormyrus hasselquistii Valenciennes, 1847
  - Mormyrus hildebrandti Peters, 1882
  - Mormyrus iriodes Roberts & Stewart, 1976
  - Mormyrus kannume Forsskål, 1775
  - Mormyrus lacerda Castelnau, 1861
  - Mormyrus longirostris Peters, 1852
  - Mormyrus macrocephalus Worthington, 1929
  - Mormyrus macrophthalmus Günther, 1866
  - Mormyrus niloticus (Bloch & Schneider, 1801)
  - Mormyrus ovis Boulenger, 1898
  - Mormyrus rume Valenciennes, 1847Mormyrus rume

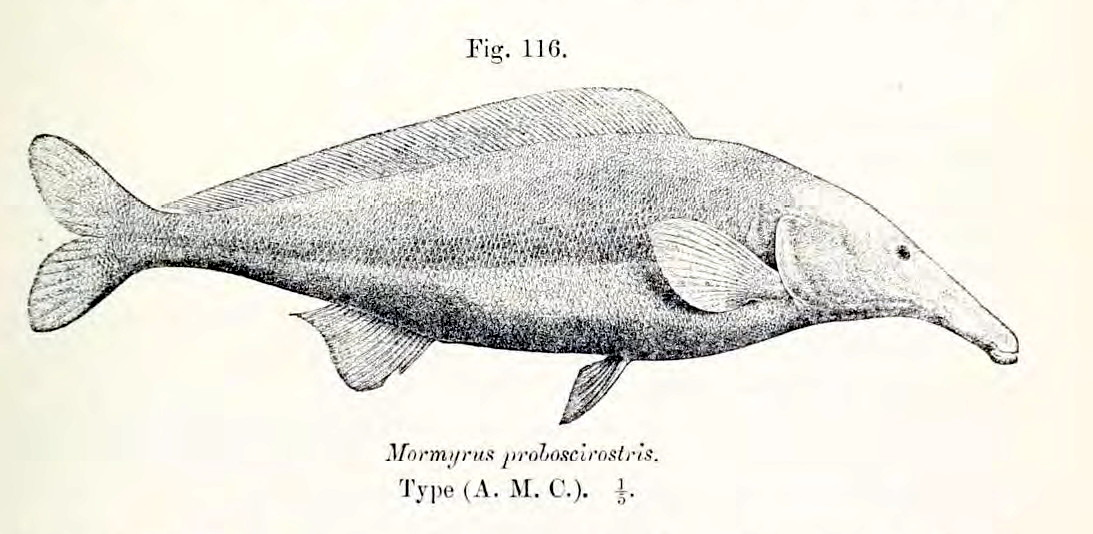
Mormyrus rume

  - Mormyrus subundulatus Roberts, 1989
  - Mormyrus tapirus Pappenheim, 1905
  - Mormyrus tenuirostris Peters, 1882
  - Mormyrus thomasi Pellegrin, 1938
- Myomyrus 
  - Myomyrus macrodon Boulenger, 1898
  - Myomyrus macrops Boulenger, 1914
  - Myomyrus pharao Poll & Taverne, 1967
- Género Oxymormyrus Bleeker, 1874

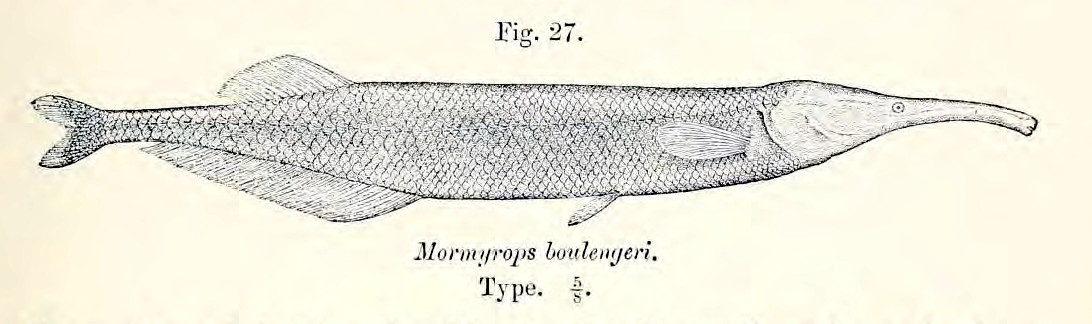

  - Oxymormyrus boulengeri (Pellegrin, 1900)
  - Oxymormyrus zanclirostris (Günther, 1867)
- Género Paramormyrops Taverne, Thys van den Audenaerde and Heymer, 1977Paramormyrops kingsleyae

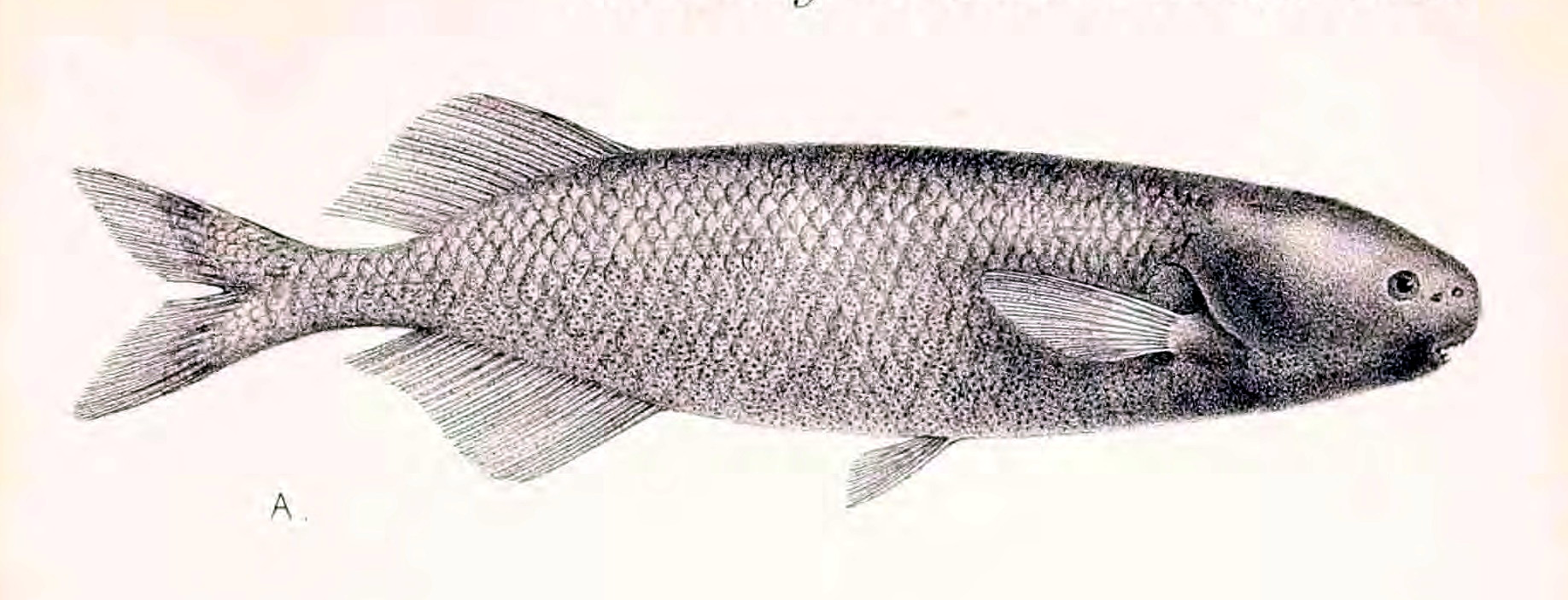
Paramormyrops kingsleyae

  - Paramormyrops gabonensis Taverne, Thys van den Audenaerde & Heymer, 1977
  - Paramormyrops jacksoni (Poll, 1967)
- Género Pollimyrus Taverne, 1971
  - Pollimyrus adspersus (Günther, 1866)
  - Pollimyrus brevis (Boulenger, 1913)
  - Pollimyrus castelnaui (Boulenger, 1911)
  - Pollimyrus isidori (Valenciennes, 1847)
  - Pollimyrus maculipinnis (Nichols & La Monte, 1934)
  - Pollimyrus marchei (Sauvage, 1879)
  - Pollimyrus marianne Kramer, van der Bank, Flint, Sauer-Gürth & Wink, 2003
  - Pollimyrus nigricans (Boulenger, 1906)
  - Pollimyrus nigripinnis (Boulenger, 1899)
  - Pollimyrus pedunculatus (David & Poll, 1937)
  - Pollimyrus petherici (Boulenger, 1898)
  - Pollimyrus petricolus (Daget, 1954)
  - Pollimyrus plagiostoma (Boulenger, 1898)
  - Pollimyrus pulverulentus (Boulenger, 1899)
  - Pollimyrus schreyeni Poll, 1972
  - Pollimyrus stappersii (Boulenger, 1915)
  - Pollimyrus tumifrons (Boulenger, 1902)
- Género Stomatorhinus Boulenger, 1898Stomatorhinus walkeri

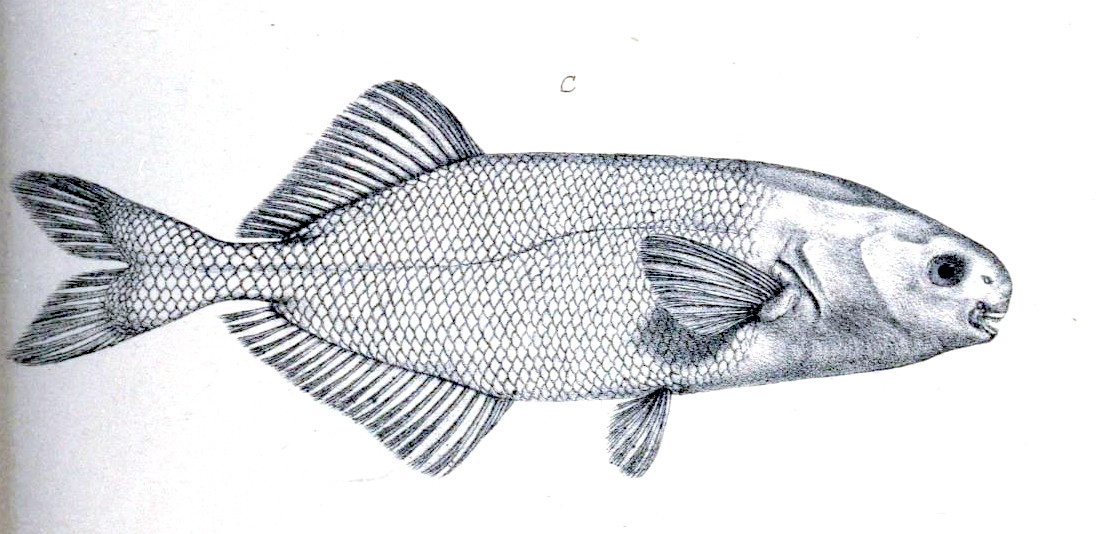
Stomatorhinus walkeri

  - Stomatorhinus ater Pellegrin, 1924
  - Stomatorhinus corneti Boulenger, 1899
  - Stomatorhinus fuliginosus Poll, 1941
  - Stomatorhinus humilior Boulenger, 1899
  - Stomatorhinus ivindoensis Sullivan & Hopkins, 2005
  - Stomatorhinus kununguensis Poll, 1945
  - Stomatorhinus microps Boulenger, 1898
  - Stomatorhinus patrizii Vinciguerra, 1928
  - Stomatorhinus polli Matthes, 1964
  - Stomatorhinus polylepis Boulenger, 1899
  - Stomatorhinus puncticulatus Boulenger, 1899
  - Stomatorhinus schoutedeni Poll, 1945
  - Stomatorhinus walkeri (Günther, 1867)